# Павел Маринов
Павел Маринов Маринов е български политик. Народен представител от парламентарната група на Коалиция за България в XLII народно събрание.

## Биография
Павел Маринов е роден на 27 май 1964 година в град Бургас. Възпитаник е на морския техникум ССУМОР „Ген. Вл. Заимов“ в Бургас. През 1990 година завършва Първи факултет във ВИ „Г.Димитров“, квалификация – юрист.
Работи в ДСО „Океански риболов – Бургас“ и бургаския кораборемонтен завод „Др. Недев“. След това до 1998 година работи като юрисконсулт в „Радомир леяро-ковашки комплекс“, „Булгаргаз“, „Слитекс“ АД. Началник на Управление „Правно“ в Министерство на промишлеността през 1996 – 1998 година. През периода 2002 – 2007 година е изпълнителен директор на „ЗТВ“ АД в Каблешково (завод за електроматериали).
В периода 2006 – 2009 година е съветник на министъра на транспорта.
През 2007 година става (кандидат за общински съветник ) водач на листата за общински съветници на БСП-БУРГАС. Член е на БСП от 2002 година.
В мандата 2007-2011 на Общинския съвет на Община Бургас е общински съветник от БСП, като е  ръководител на групата общински съветници(5) на БСП в Общинския съвет на Община Бургас.
В тази група бе проф.Магдалена Миткова, която в този мандат също бе Общински съветник от БСП в Общинския съвет на Община Бургас, а сега е ректор на държавния бургаски университет "Проф.д-р Асен Златаров"(добре си "сътрудничи" с политици от всички партии и политически сили, също като Павел Маринов).
През 2013 година е назначен от Пламен Орешарски за Областен управител на област Бургас, като служебният министър-председател Георги Близнашки го остави на поста до съставянето на второто правителство на ГЕРБ.
Участва като учредител на Институт по публично-частно партньорство и Национален съвет по високи технологии и Институт за регионални стратегии в Бургас.
Инициатор е на проекта с национално значение „Интермодален пътнически терминал – Зона за обществен достъп Бургас“ и изпълнителен директор на проектното дружество „Зона за обществен достъп Бургас“ АД.
На парламентарните избори през 2013 година е избран за народен представител в XLII НС от листата на Коалиция "БСП-Лява България" във 2-ри МИР Бургас.
На 28.10.2021 е назначен за Директор на РИОСВ Бургас.